# Y.U. Mad
Y.U. Mad è un brano musicale del rapper statunitense Birdman, pubblicato come quarto singolo estratto dal suo quinto album studio Bigga Than Life, il 13 settembre 2011. Il brano figura la collaborazione dei rapper dell'etichetta Cash Money/Young Money Nicki Minaj e Lil Wayne. Il brano è entrato a far parte della programmazione delle radio statunitensi urban il 20 settembre 2011, ed a quelle R&B l'11 ottobre 2011.

## Tracce
Download digitale
1. Y.U. Mad (feat. Nicki Minaj & Lil Wayne) - 3:07

## Classifiche
| Classifica (2011)        | Posizione Più alta |
| ------------------------ | ------------------ |
| US Billboard Hot 100     | 68                 |
| US Hot R&B/Hip-Hop Songs | 46                 |